# Хватов Геннадій Олександрович
Геннадій Олександрович Хватов (3 травня 1934, місто Мишкін, тепер Ярославської області, Російська Федерація — 11 листопада 2020, місто Владивосток, Російська Федерація) — радянський військово-морський діяч, командувач Тихоокеанського флоту СРСР, адмірал (7.05.1987). Член ЦК КПРС у 1990—1991 роках.

## Життєпис
З 1952 року служив на Військово-морському флоті СРСР. З 1952 по 1956 рік — курсант штурманського факультету Першого Балтійського вищого військово-морського училища в Ленінграді (Ленінградське Вище військово-морське училище підводного плавання).
У 1956—1961 роках — командир стернової групи, командир штурманської бойової частини (БЧ-1) підводного човна.
Член КПРС з 1958 року.
З 1961 по 1962 рік навчався на Вищих спеціальних офіцерських класах ВМФ СРСР. З вересня по грудень 1962 року служив помічником командира підводного човна, з грудня 1962 по січень 1969 року — старшим помічником командира підводного човна. У січні 1969 — 1971 року — командир підводного човна «К-7».
У 1971—1973 роках — слухач Військово-морської академії в Ленінграді.
У липні 1973 — липні 1974 року — начальник штабу — заступник командира 26-ї дивізії підводних човнів Тихоокеанського флоту.
У 1974—1976 роках — слухач Військової академії Генерального штабу Збройних Сил імені К. Є. Ворошилова.
У червні 1976 — листопаді 1978 року — командир 26-ї дивізії підводних човнів Тихоокеанського флоту.
У листопаді 1978 — червні 1980 року — начальник штабу — заступник командувача 4-ї флотилії підводних човнів Тихоокеанського флоту.
У 1980—1983 роках — командувач Камчатської флотилії різнорідних сил Тихоокеанського флоту.
У 1983 — грудні 1986 року — начальник штабу — перший заступник командувача Тихоокеанського флоту.
27 грудня 1986 — 11 березня 1993 року — командувач Тихоокеанського флоту.
У березні 1993 року звільнений у запас після трагічних подій на острові Русскій, що супроводжувалися дистрофією та загибеллю матросів.
Після відставки брав участь у громадському житті Владивостока, працював помічником ректора Морського державного університету імені Невельського.
Помер 11 листопада 2020 року в місті Владивостоці після важкої тривалої хвороби. Похований з військовими почестями 13 листопада 2020 року на Лісовому цвинтарі Владивостока.

## Звання
- віцеадмірал (30.10.1981)
- адмірал (7.05.1987)

## Нагороди і відзнаки
- орден Мужності (Російська Федерація)
- орден Червоного Прапора
- орден «За службу Батьківщині у Збройних Силах СРСР» ІІ ст.
- орден «За службу Батьківщині у Збройних Силах СРСР» ІІІ ст.
- медалі
- Почесний громадянин міста Владивостока (27.05.2009)